# Хахенбург
Хахенбург (на немски: Hachenburg) е град в Рейнланд-Пфалц, Германия, с 5831 жители (към 31 декември 2013).
Градът се намира във Вестервалд между Кобленц на юг и Зиген на север.
Замъкът в града е през Средновековието резиденция на графовете на графство Сайн-Хахенбург.